# Хараки (Родос)
Хара́ки (греч. Χαράκι) — посёлок на восточном побережье острова Родос в Греции. Расположен в 38 км на юг от города Родос, в 13 км на север от города Линдос. Ранее рыбацкий посёлок, в настоящее время небольшой курорт, в котором отели, рестораны и таверны принадлежат, в основном, местным жителям. Имеет автобусное сообщение с городами Родос и Линдос.
Над северной стороной бухты, в которой расположен Хараки, возвышаются руины крепости Фераклос.

## Галерея

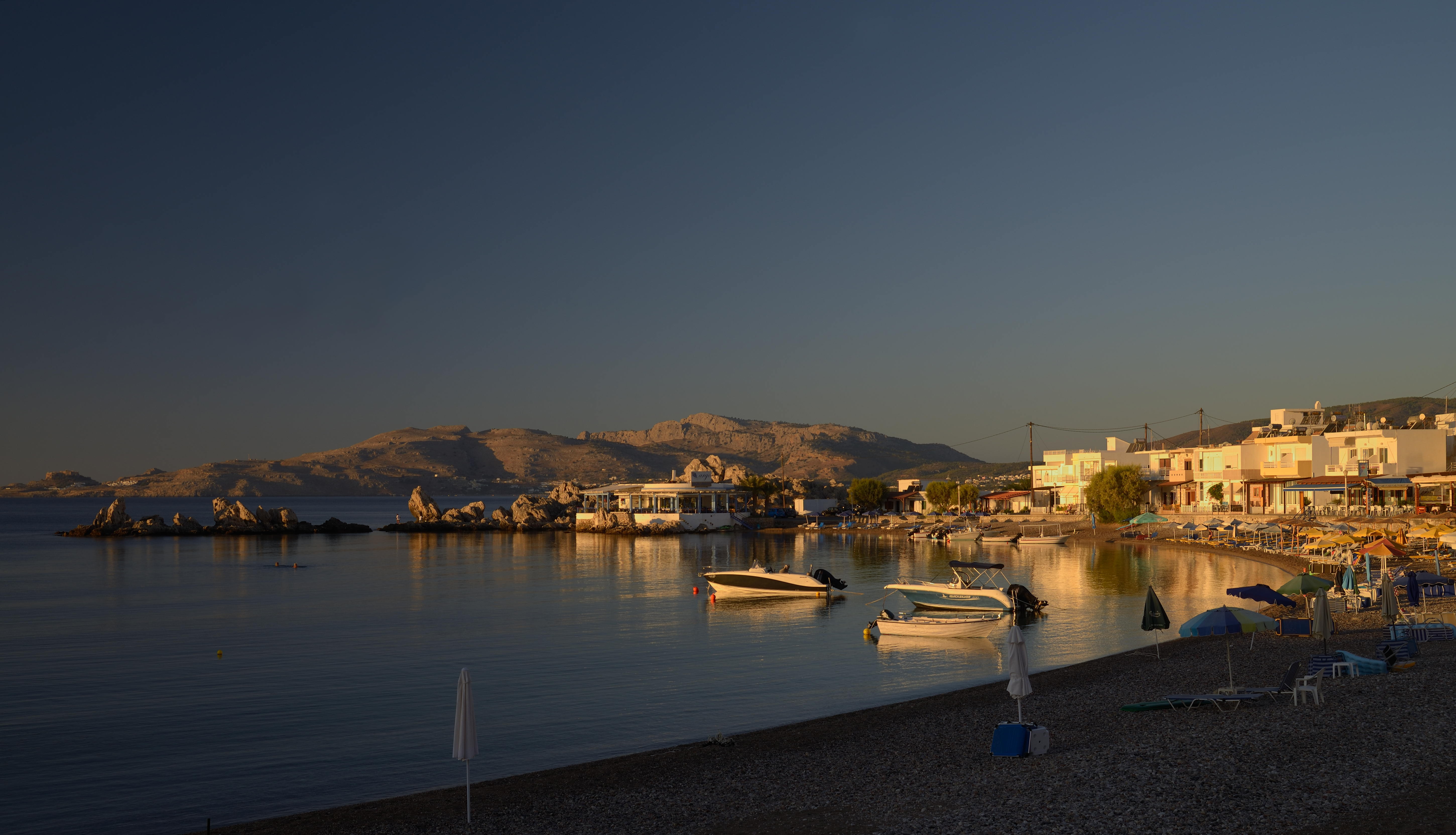
Рассвет
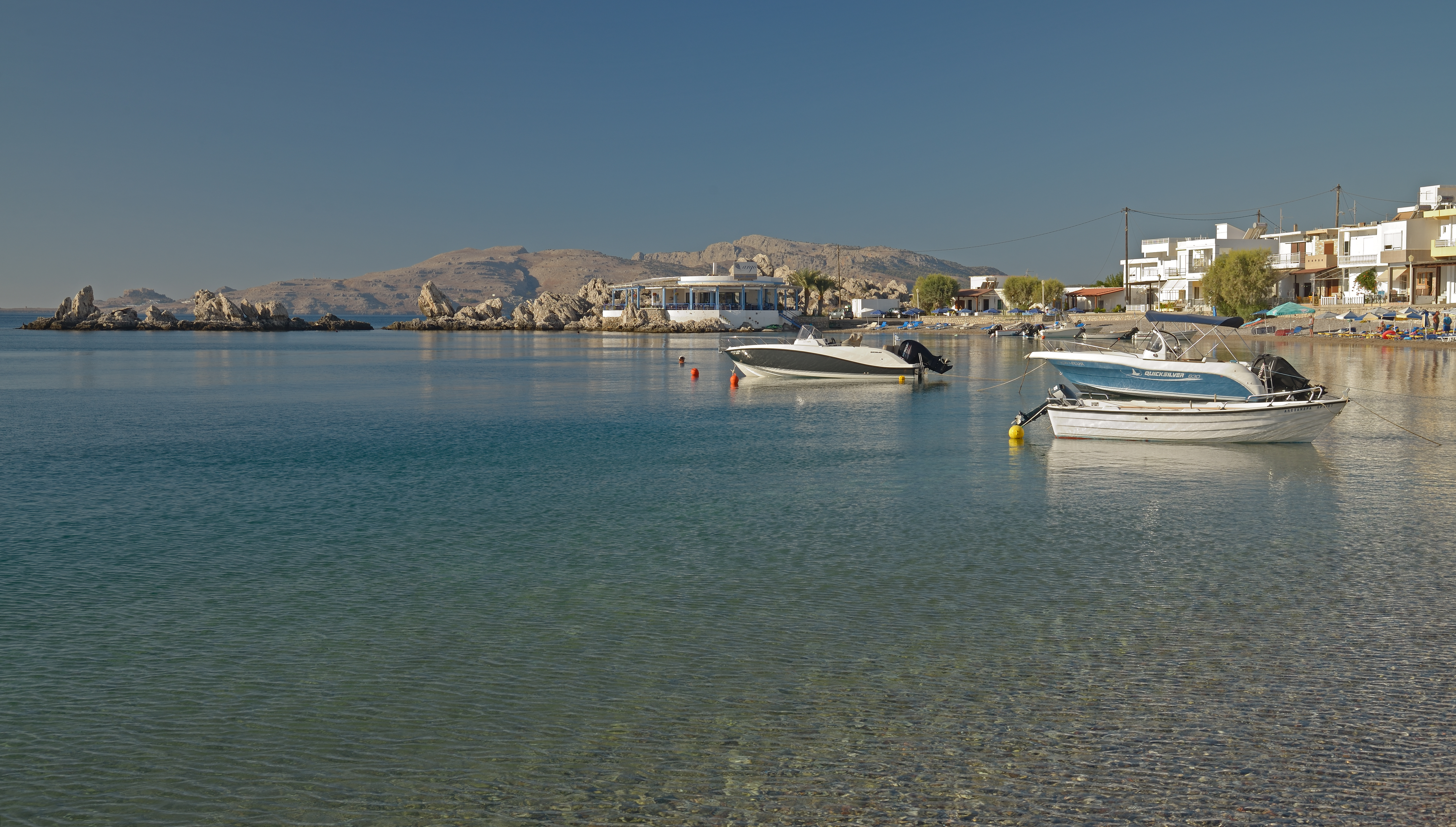
Утро
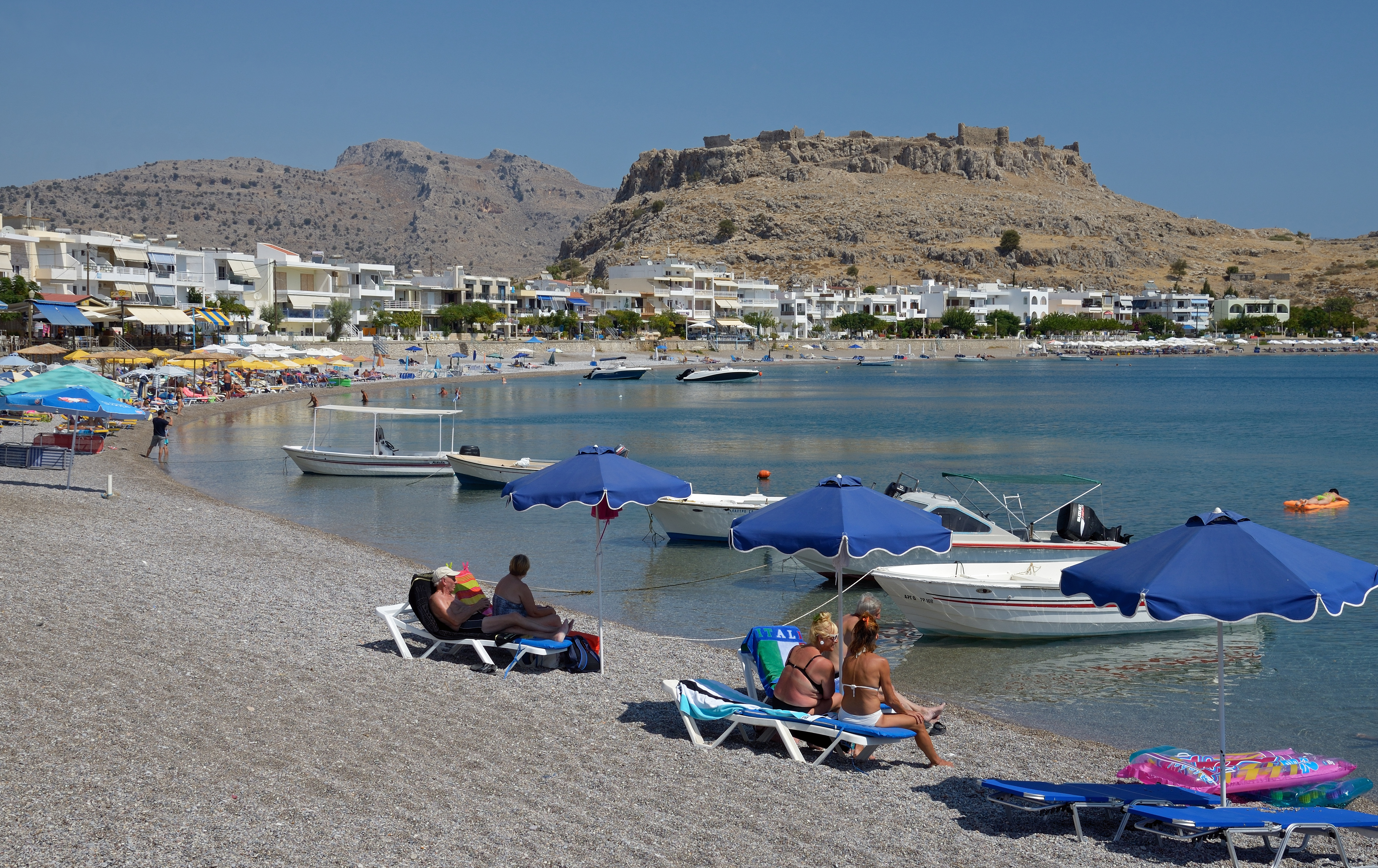
Пляж, на заднем плане Крепость Фераклос
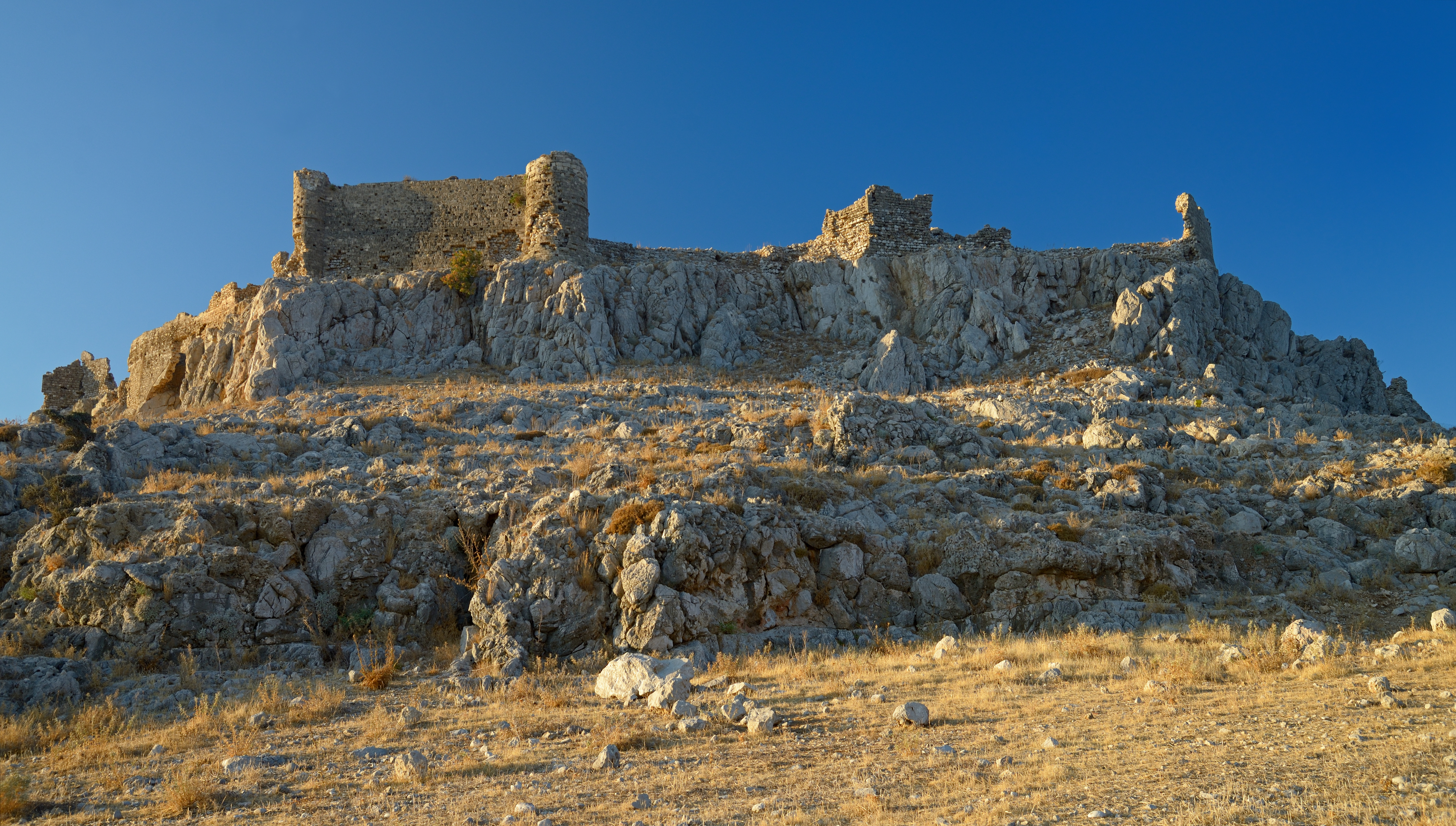
Крепость Фераклос на закате